# Ugo Ciancarelli
Ugo Enrico Tullio Dandolo Ciancarelli (Rieti, 26 giugno 1879 – Rieti, 3 dicembre 1957) è stato un chimico, dirigente d'azienda e politico italiano.
Industriale nel settore dello zucchero, è stato direttore dello Zuccherificio di Rieti, procuratore generale della Società italiana per l'industria degli zuccheri, consigliere delle Società saccarifere: "Agro Pontino" - "Lendinarese" - "Badiese" e "Delta Po", direttore della Compagnia industrie S. Eufemia - Lamezia, presidente dell'Associazione tecnica (Società italiana) delle industrie dello zucchero e dell'alcole. Ha curato il del progetto e diretto la costruzione degli Zuccherifici di Legnano e di Littoria ed ha ricoperto la carica di consigliere del Consorzio nazionale dei produttori dello zucchero.